# Aicurzio
Aicurzio is een gemeente in de Italiaanse provincie Monza e Brianza (regio Lombardije) en telt 2010 inwoners (31-12-2004). De oppervlakte bedraagt 2,5 km², de bevolkingsdichtheid is 990 inwoners per km².

## Demografie
Aicurzio telt ongeveer 817 huishoudens. Het aantal inwoners steeg in de periode 1991-2001 met 20,1% volgens cijfers uit de tienjaarlijkse volkstellingen van ISTAT.
| Jaar | Inwoneraantal |
| ---- | ------------- |
| 1991 | 1649          |
| 2001 | 1980          |

## Geografie
De gemeente ligt op ongeveer 122 m boven zeeniveau.
Aicurzio grenst aan de volgende gemeenten: Verderio Inferiore (LC), Bernareggio, Sulbiate.